# Кастийон-де-Ларбуст
Кастийо́н-де-Ларбу́ст (фр. Castillon-de-Larboust, окс. Castilhon de Larbost) — коммуна во Франции, находится в регионе Юг — Пиренеи. Департамент — Верхняя Гаронна. Входит в состав кантона Баньер-де-Люшон. Округ коммуны — Сен-Годенс.
Код INSEE коммуны — 31123.

## География

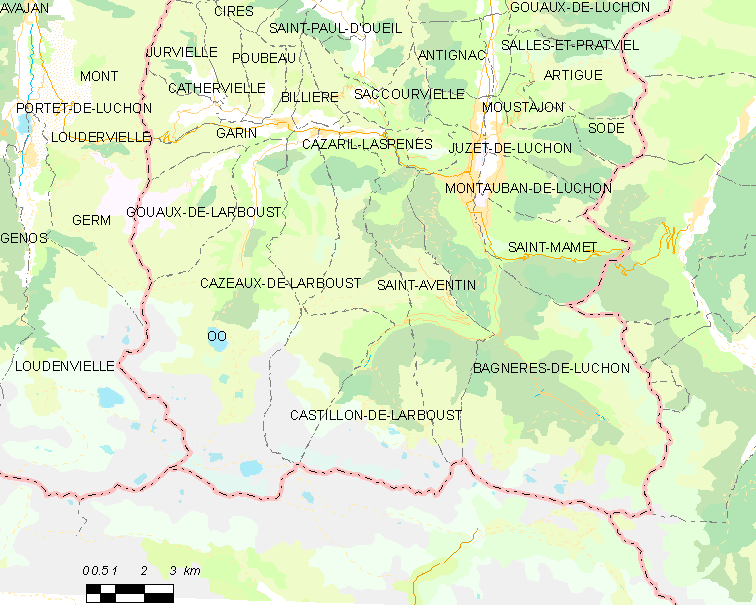
Карта коммуны

Коммуна расположена приблизительно в 690 км к югу от Парижа, в 120 км к юго-западу от Тулузы.
На севере коммуны протекает река Нест-д’Оо.

## Климат
Климат умеренно-океанический. Зима мягкая и снежная, весна характеризуется сильными дождями и грозами, лето сухое и жаркое, осень солнечная. Преобладают сильные юго-восточные и северо-западные ветры.

## Население
Население коммуны на 2010 год составляло 65 человек.
| 1962 | 1968 | 1975 | 1982 | 1990 | 1999 | 2010 |
| ---- | ---- | ---- | ---- | ---- | ---- | ---- |
| 79   | 67   | 63   | 65   | 86   | 83   | 65   |

## Экономика
В 2010 году среди 46 человек трудоспособного возраста (15—64 лет) 35 были экономически активными, 11 — неактивными (показатель активности — 76,1 %, в 1999 году было 75,0 %). Из 35 активных жителей работали 32 человека (17 мужчин и 15 женщин), безработных было 3 (1 мужчина и 2 женщины). Среди 11 неактивных 4 человека были учениками или студентами, 4 — пенсионерами, 3 были неактивными по другим причинам.

## Фотогалерея

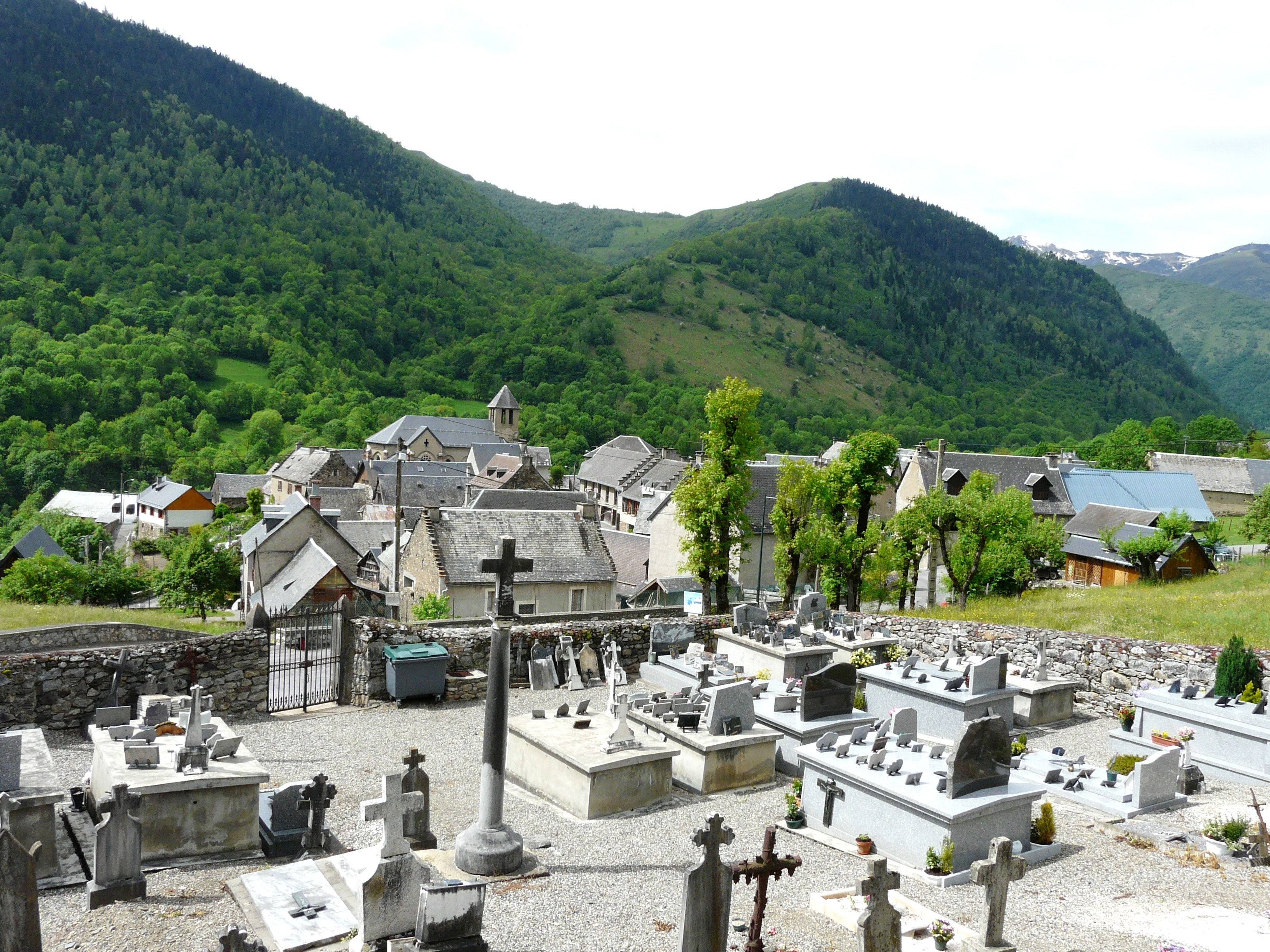
Кастийон-де-Ларбуст
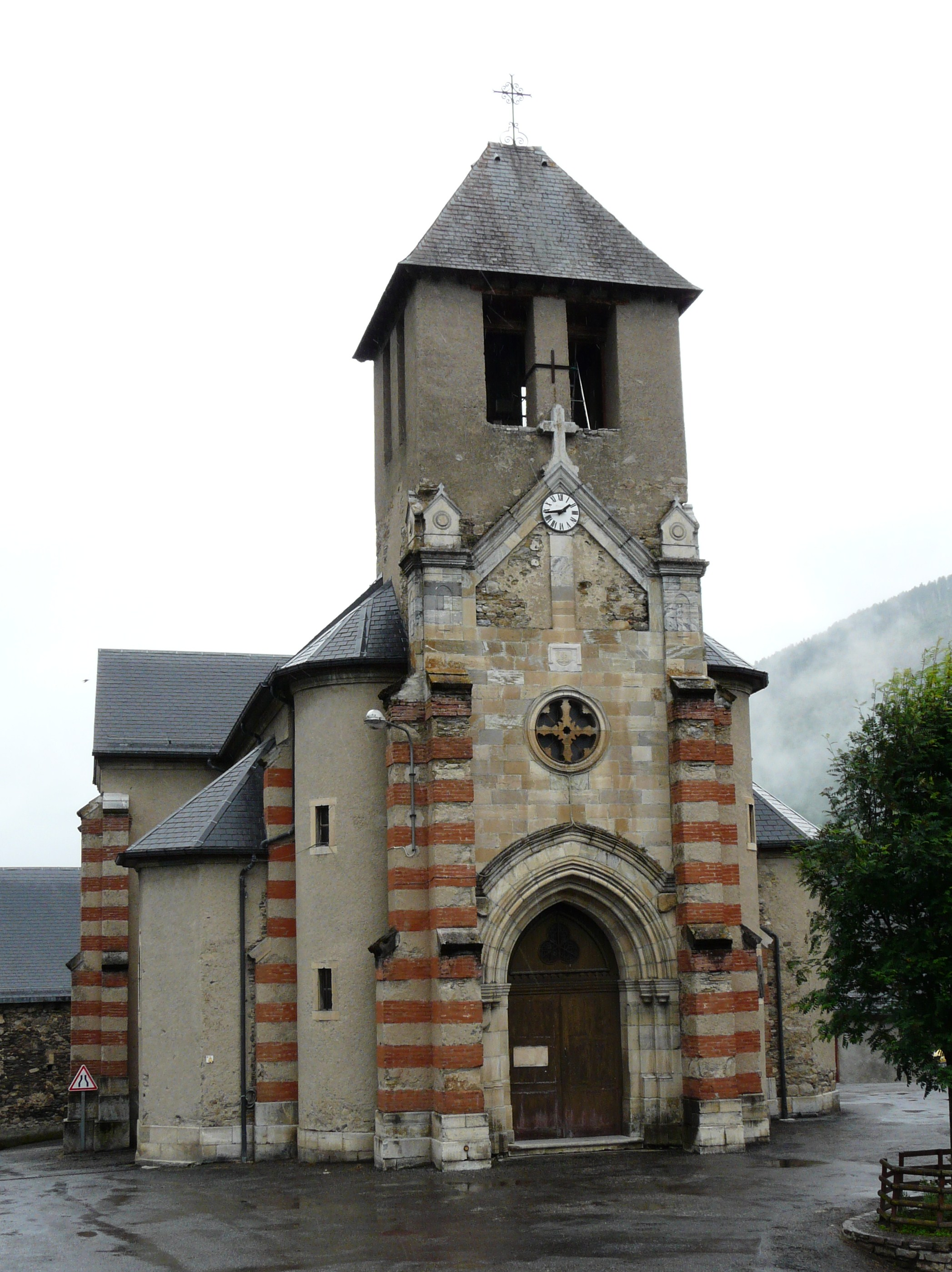
Церковь Св. Петра
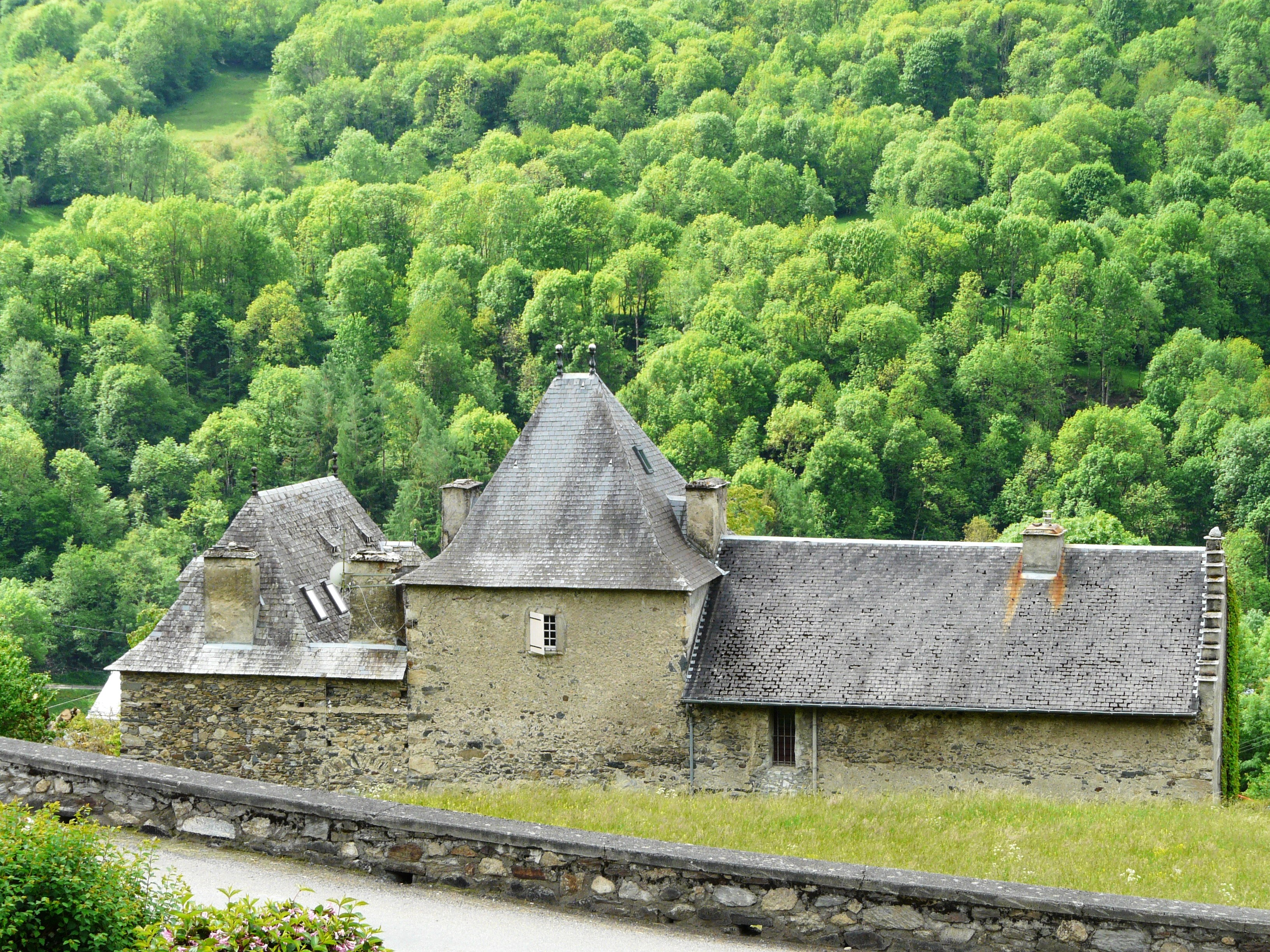
Старинный дом
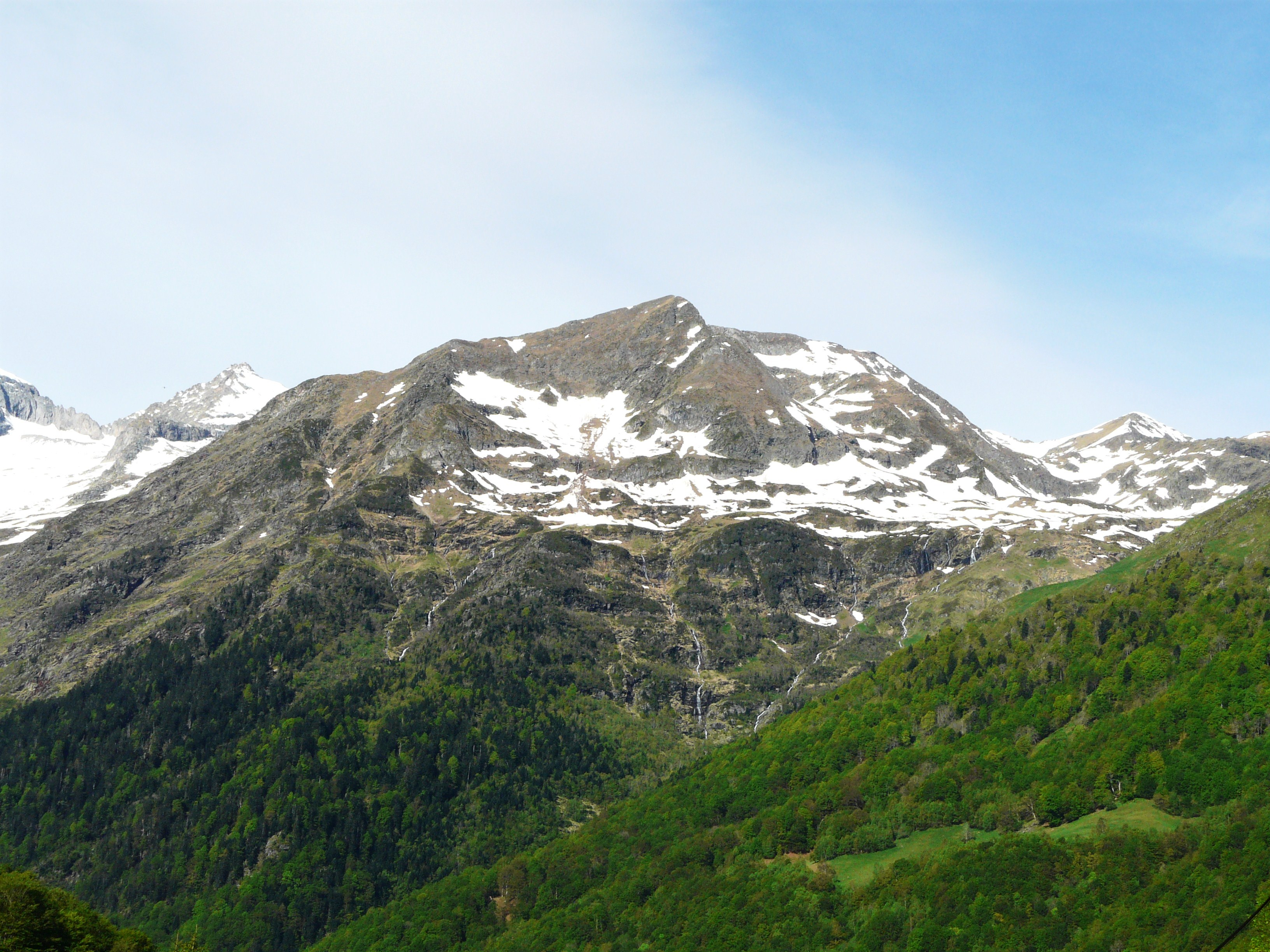
Пик Крабиуль
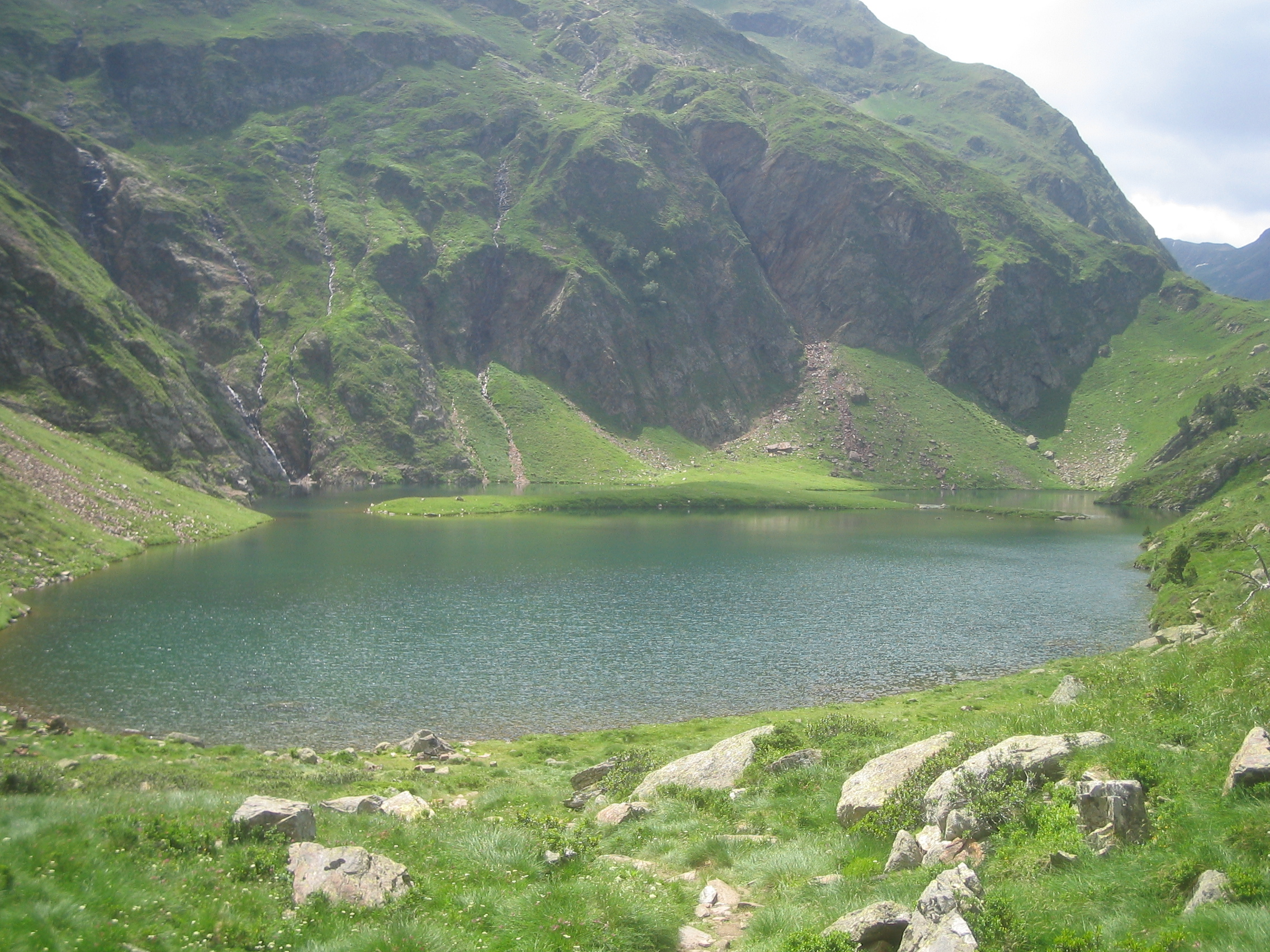
Озеро Вер
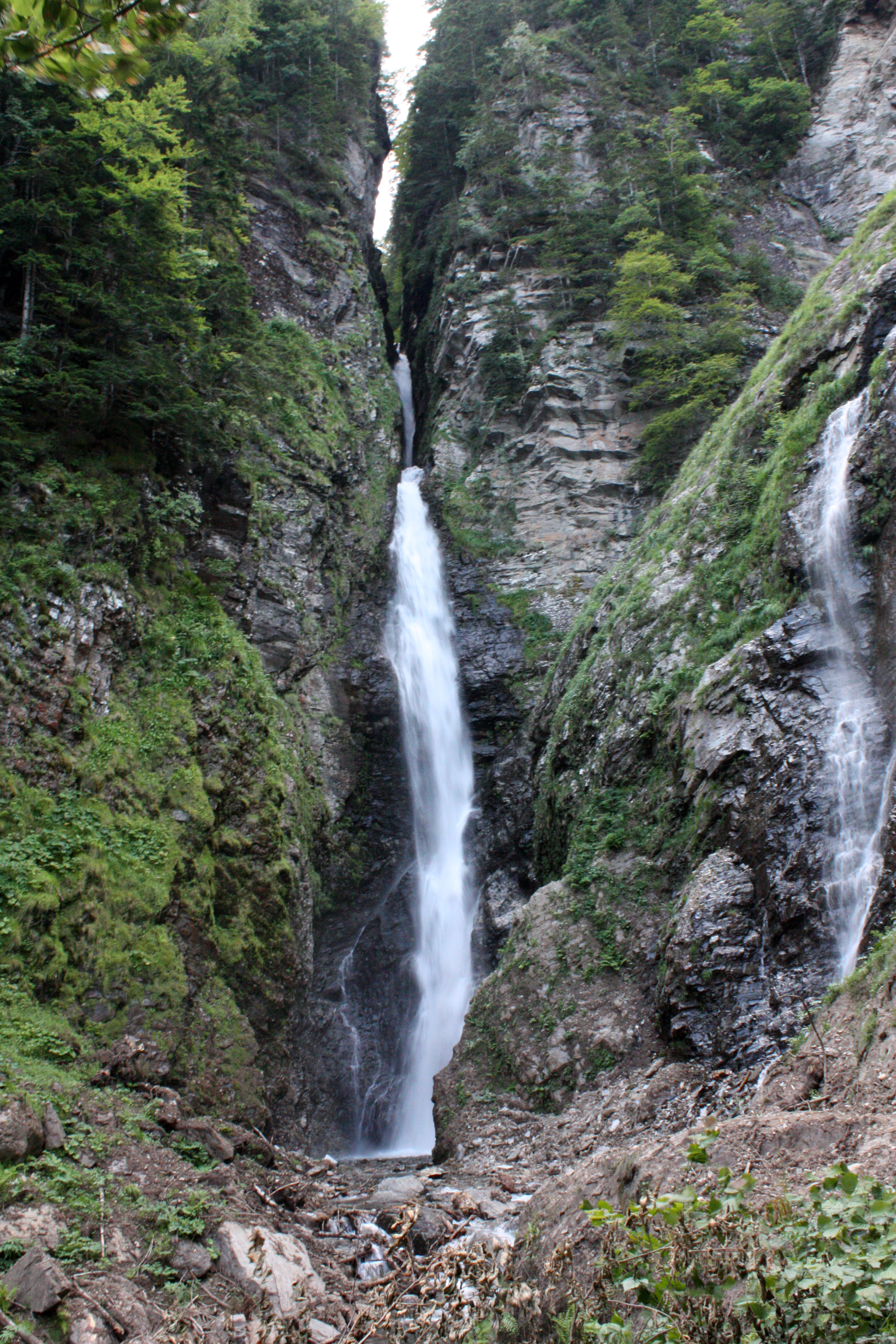
Водопад Анфер